# Dendrogyra cylindrus

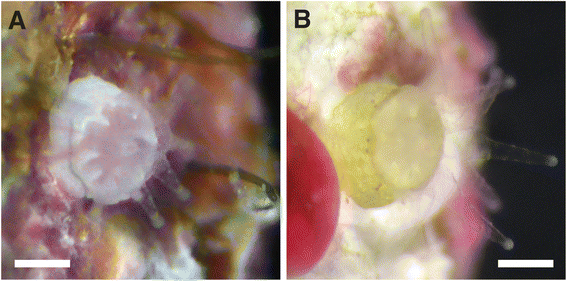
Pólipo primario asentado de D. cylindrus. 17 días desde el desove (A) muestra sus tentáculos durante el día. El mismo pólipo 77 días desde el desove (B) muestra crecimiento del esqueleto y de los tentáculos. Las imágenes corresponden al primer asentamiento y supervivencia de D. cylindrus en laboratorio. La barra blanca corresponde a 0,5 mm

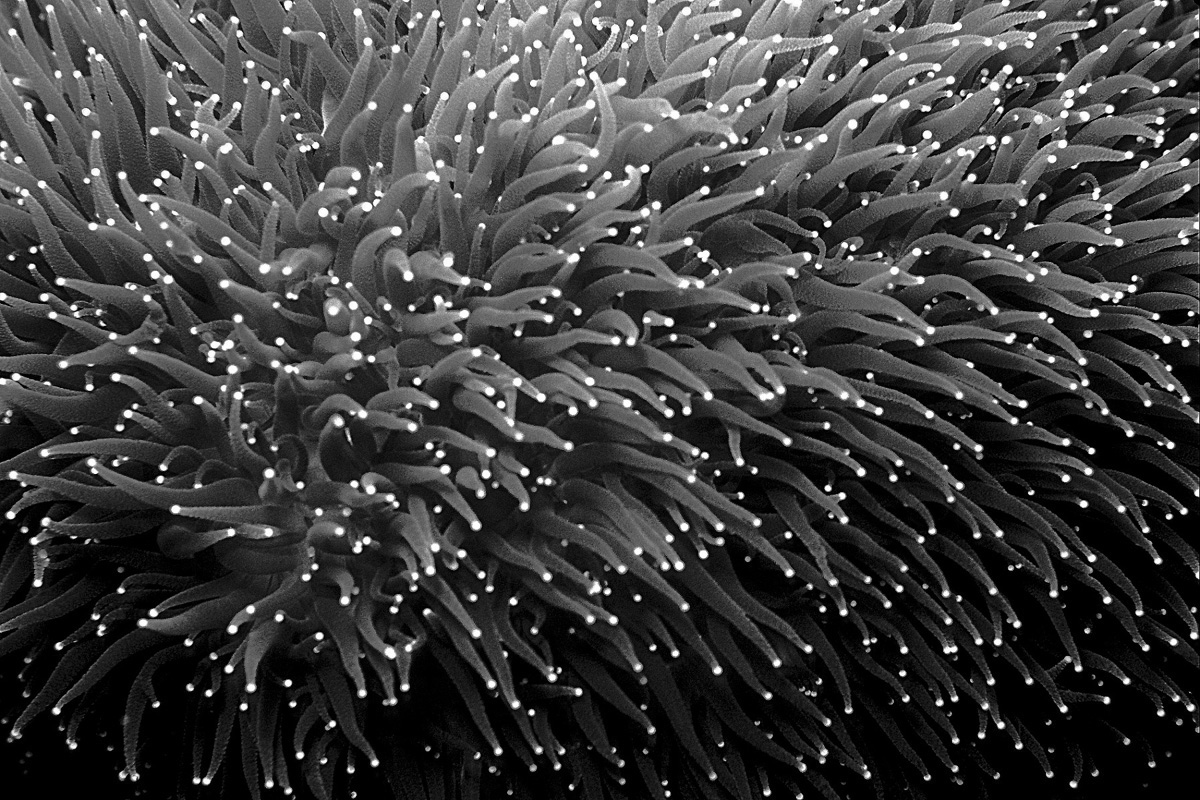
Detalle de los tentáculos expandidos de Dendrogyra

Dendrogyra cylindrus es la única especie del género Dendrogyra, de la familia Meandrinidae, orden Scleractinia.  
Es un coral hermatípico, por lo que contribuye a la construcción de arrecifes. Es una especie ampliamente distribuida, aunque no común en su rango de distribución, pero en ocasiones localmente abundante.

## Morfología
Las colonias tienen bases incrustantes en las que se forman pilares cilíndricos verticales. Los pilares suelen alcanzar normalmente 1 m de altura y miden 5-13 cm de diámetro, aunque algunas colonias alcanzan los 3 m de altura.
La disposición de los coralitos en la colonia es meandroide, formando valles sinuosos de 3-4 mm de diámetro, generalmente discontinuos. Los cálices de los coralitos forman series cortas y largas. Los septo-costa son gruesos, dispuestos en dos órdenes alternos, y no se juntan en la cima de los valles, dejando, por tanto, un surco limpio en dichas cimas.
Los tentáculos de los pólipos permanecen extendidos durante el día, lo que les da un aspecto lanudo.
El color del tejido del pólipo es verde oliva o marrón grisáceo.

## Hábitat y comportamiento
Habitan los arrecifes de coral, por lo que requieren de aguas oligotróficas (pobres en nutrientes), bien oxigenadas, con baja carga de sedimento, de alta transparencia, y con una temperatura no menor a los 20 °C en su media anual.
Prefiere laderas suavemente inclinadas del arrecife. Suele encontrarse en aguas superficiales, desde 1 m hasta 25 m de profundidad, aunque es más común entre los 5 y los 15 m, y se reportan localizaciones hasta más de 62 m.
No ocurren en áreas expuestas a fuerte oleaje, aunque son resistentes al mismo. No obstante, algunas colonias pueden derribarse debido a la bioerosión de sus bases, sobreviviendo las partes superiores de los pilares, que continúan reproduciéndose y multiplicándose en nuevos pilares que crecen erguidos.
Es una especie no común aunque notoria. En zonas soleadas y con buena circulación es abundante.

## Distribución geográfica
Su distribución geográfica comprende el Atlántico oeste tropical, desde el sur de Florida, golfo de México y el Caribe. 
Es especie nativa de Anguila; Antigua y Barbuda; Bahamas; Barbados; Belice; Bonaire (Saba, Sint Eustatius); islas Caimán; Colombia; Costa Rica; Cuba; Curasao; Dominica; República Dominicana; Estados Unidos; Granada; Guadalupe; Haití; Honduras; Jamaica; México; Montserrat; Nicaragua; Panamá; Saint Barthélemy; San Kitts y Nevis; Santa Lucía; Saint Martin (parte francesa); San Vicente y las Granadinas; Sint Maarten (parte holandesa); Trinidad y Tobago; Turks y Caicos; Venezuela e Islas Vírgenes Británicas.

## Alimentación
Los pólipos contienen algas simbióticas llamadas zooxantelas. Las algas realizan la fotosíntesis produciendo oxígeno y azúcares, que son aprovechados por los pólipos, y se alimentan de los catabolitos del coral, especialmente fósforo y nitrógeno. Esto les proporciona del 70 al 95% de sus necesidades alimenticias, el resto lo obtienen atrapando plancton y materia orgánica disuelta del agua.

## Reproducción
Las colonias son macho o hembra, y producen esperma o huevos, que se fertilizan en el agua. El desove se produce los meses de agosto y septiembre, en las noches 2 a 5 después de la luna llena, entre 110 y 147 minutos tras la puesta del sol. Las colonias macho comienzan a liberar esperma entre 4 y 29 minutos antes de que las colonias hembra expulsen los huevos. A las 16 horas de la fertilización, los embriones se han transformado en larvas plánulas ciliadas
Las larvas deambulan por la columna de agua hasta que se posan y fijan en el lecho marino, una vez allí se convierten en pólipos y comienzan a secretar carbonato cálcico para construir su esqueleto, o coralito. Posteriormente, se reproducen asexualmente por gemación, dando origen a la colonia.

## Conservación
La especie está incluida en el Apéndice II de CITES. La Lista Roja de Especies Amenazadas la califica como especie Vulnerable bajo el Criterio A4ce.
En los Estados Unidos está presente en varias áreas marinas protegidas, como el Santuario Nacional Marino de los Cayos de la Florida, el Parque nacional Biscayne o el Monumento Nacional Buck Island Reef. En Belice está presente en la Reserva Marina de Hol Chan, y en Bahamas en el Parque terrestre y marino de los Cayos Exuma.
Es elevadamente sensible al blanqueamiento de coral, a la depredación por parte de peces damisela y a la bioerosión por esponjas. También son dañados por los huracanes estacionales del Caribe tropical.

## Galería

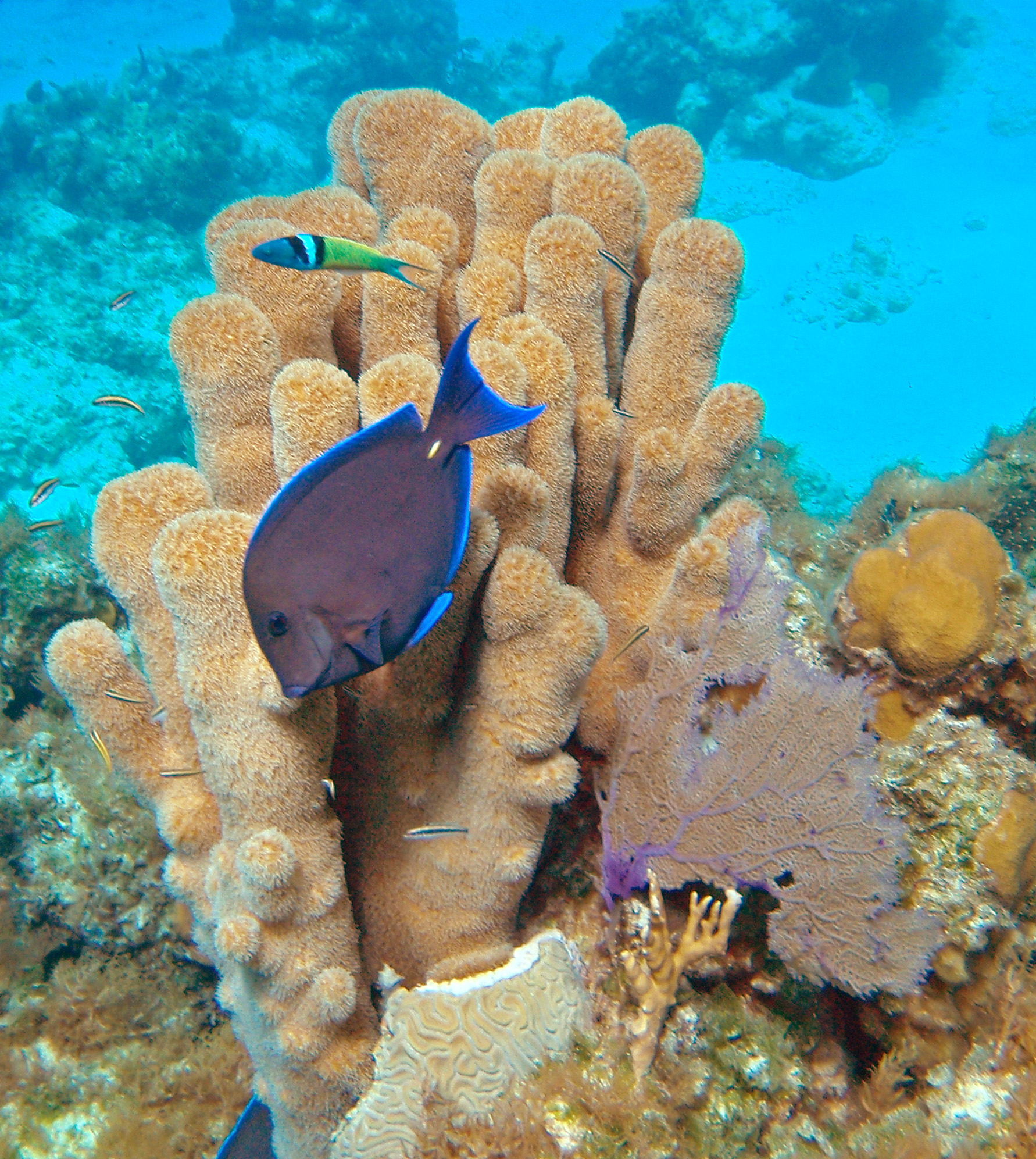
Cirujano azul Acanthurus coeruleus y Thalassoma bifasciatum (encima) junto a colonia de D. cylindrus y Gorgonia ventalina (derecha). San Salvador (Bahamas)
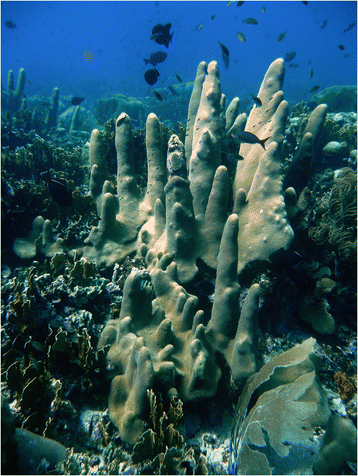
D. cylindrus  en Curasao
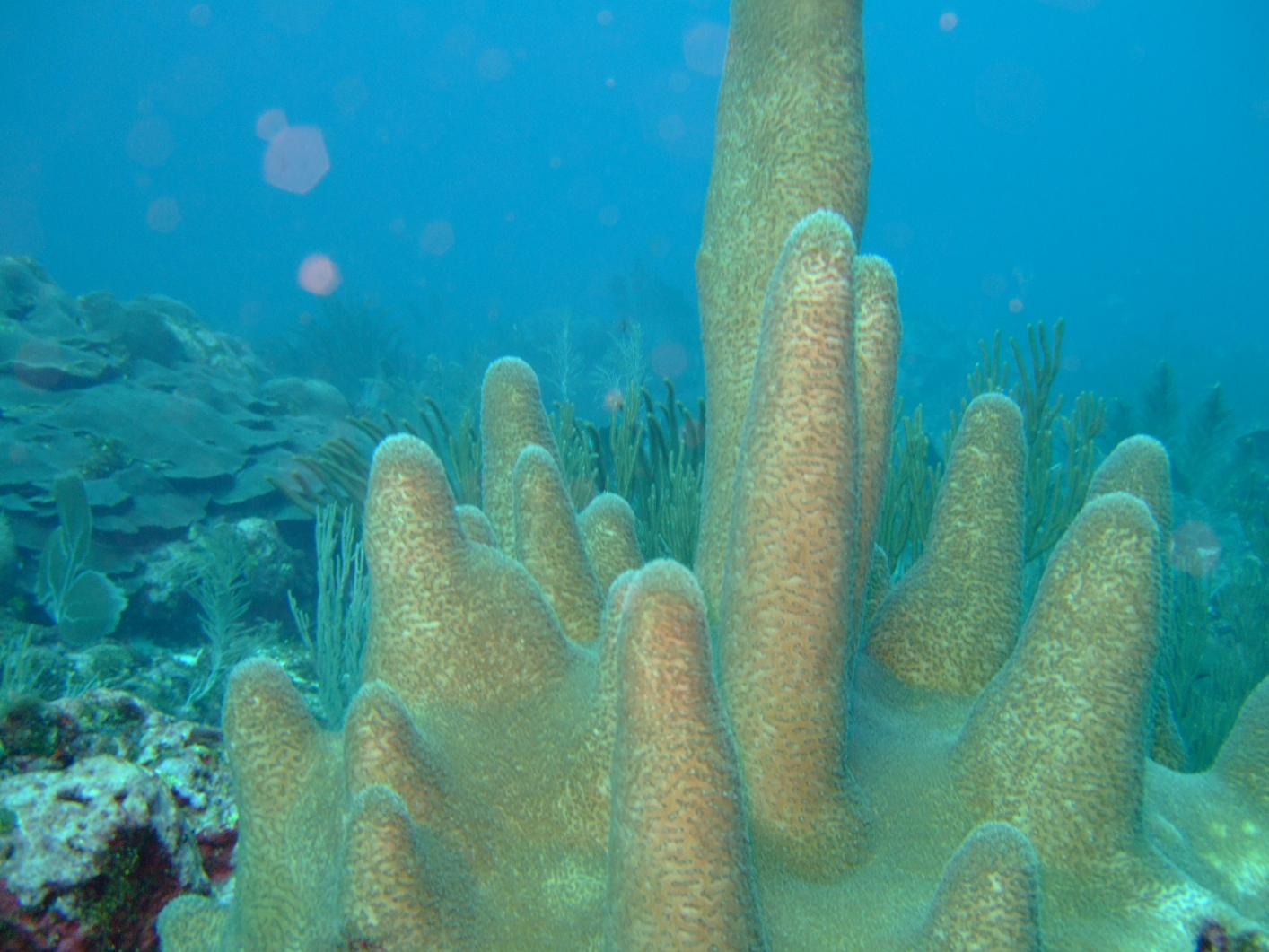
D. cylindrus  en arrecife interior, Barbados
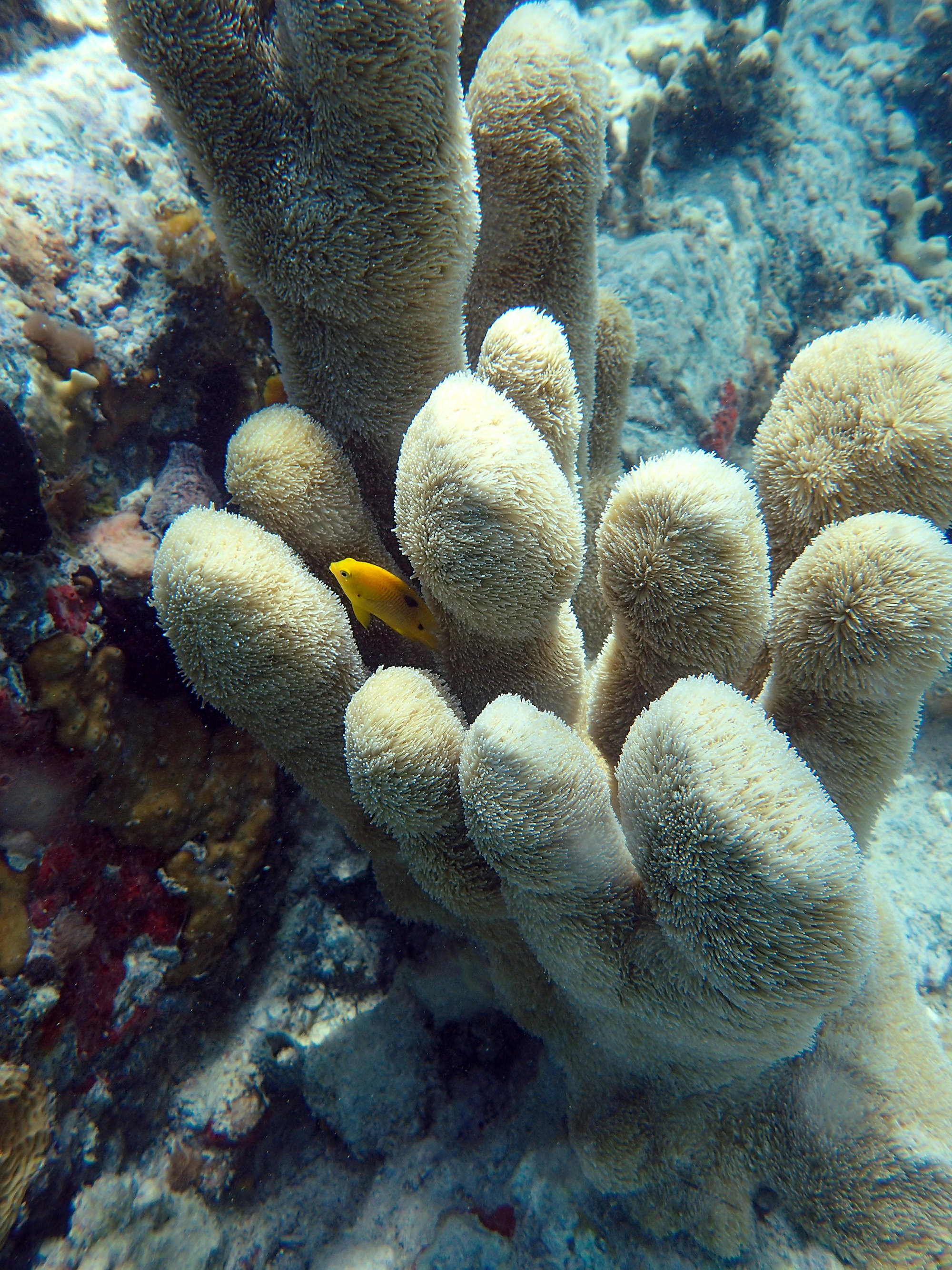
Damisela de tres manchas juvenil Stegastes planifrons entre pilares de Dendrogyra
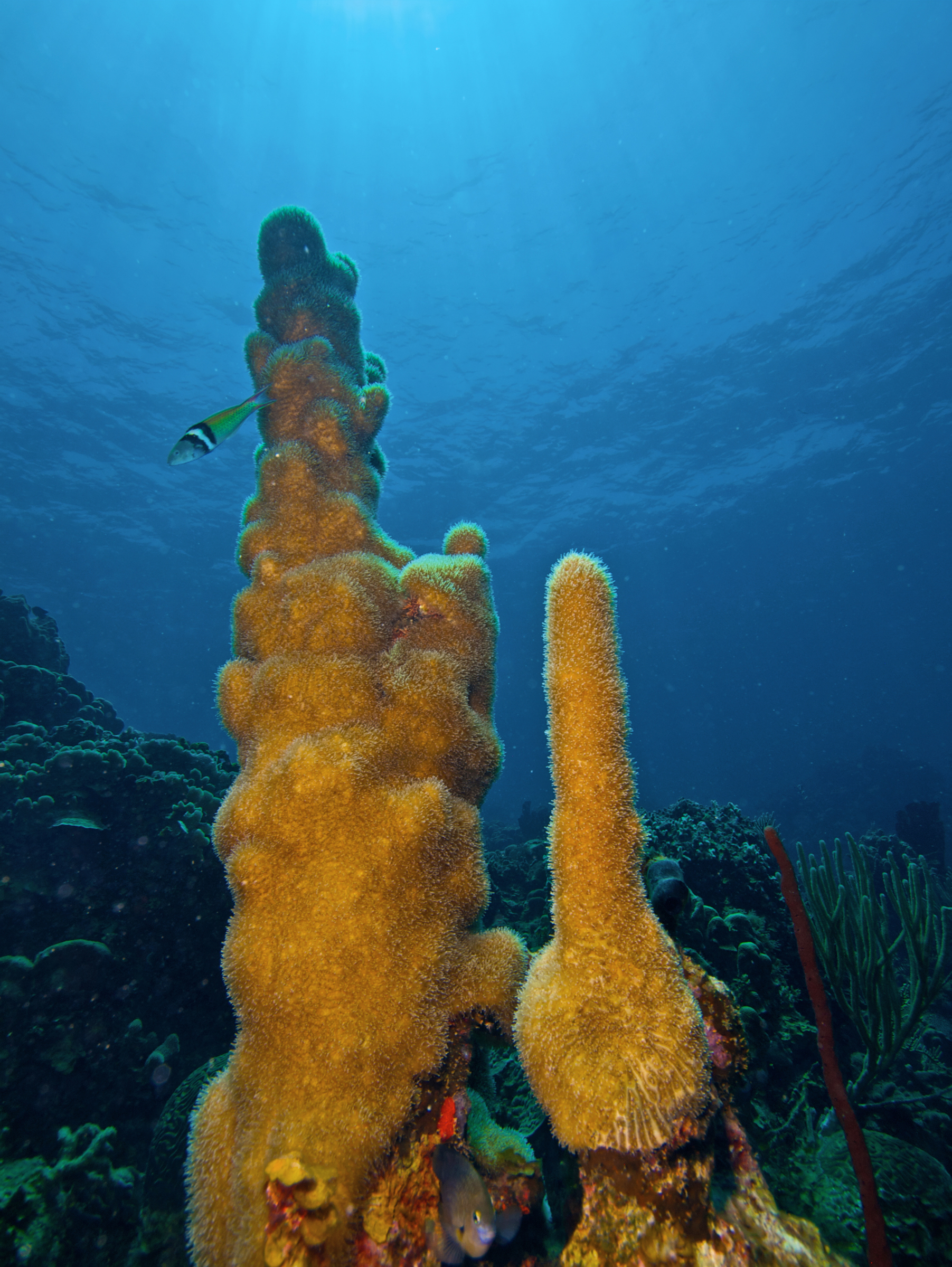
Dendrogyra en Haití.
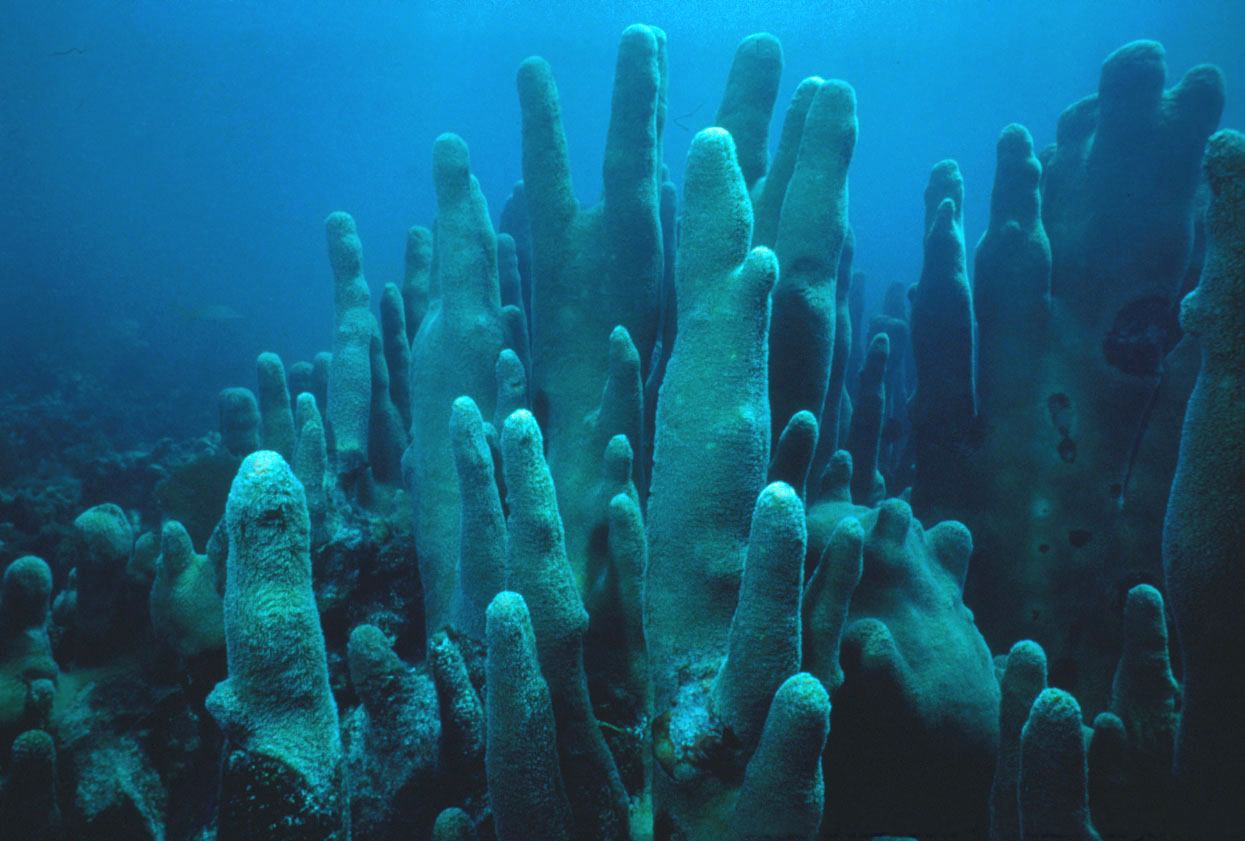
Dendrogyra en Florida.
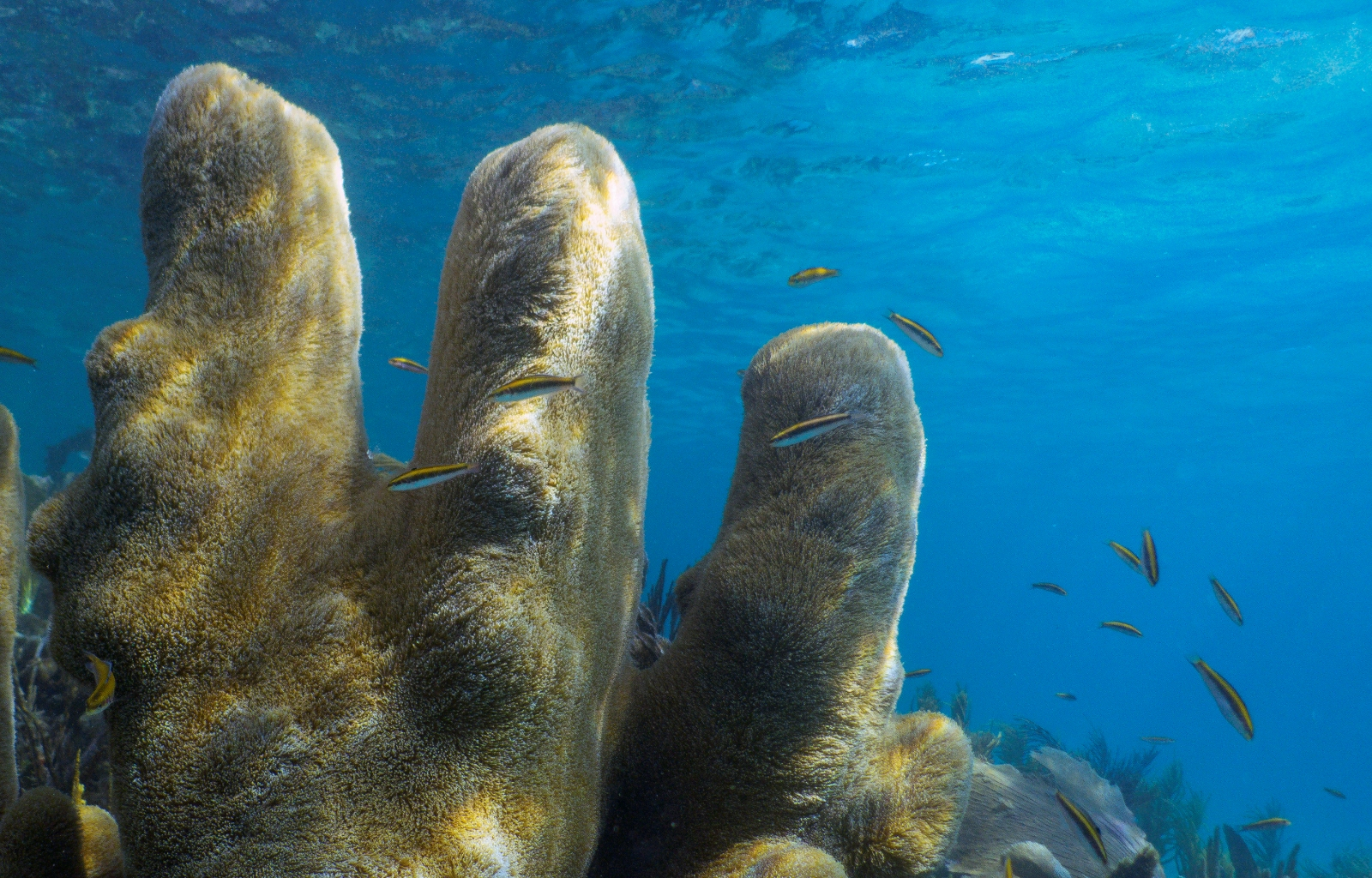
Dendrogyra cylindrus en Culebra, Puerto Rico.